# Salvor Hardin
Salvor Hardin az Alapítvány című Isaac Asimov-regény szereplője, és több más történetben említik a nevét. Az Alapítvány-Birodalom-Robot univerzum egyik meghatározó fontosságú szereplője. A salvor szó jelentése megmentő, kármentő.
Híres mondása: „Az erőszak a gyengék végső menedéke.”
|  | Alább a cselekmény részletei következnek! |

Született A.K. 18-ban (G.K. 12 084), a Terminuson. Szülei a Trantorról száműzött tudóscsoport tagjai, így első generációs Terminusi. Fiatal korában pszichológiát tanult az Első Alapítvány egyetlen pszichológusától, Bor Alurintól, majd később áttért a politikusi pályára. Az Első Alapítvány első polgármestere. 
Kormányzásának korai szakaszában nem sok tényleges hatalom jutott neki az enciklopédisták igazgatótanácsával szemben, ám befolyása és hatása a tömegekre annál nagyobb volt. Bár tagadta, tény, hogy a Terminus City Journal c. folyóirat részvényeinek közel hatvan százalékát közvetetten ő ellenőrizte, és a lapot mindig is egyfajta propagandaként használta fel.
A.K. 50-ben, az ötvenedik alapítási évforduló napján az enciklopédistákat – legjobb barátja és leghűségesebb embere, Yohan Lee segítségével – puccsal eltávolította a hatalomból, majd személyes közbenjárásával a környező királyságok uralkodóinál elhárította az Anakreón Királyság részéről megmutatkozó fenyegetést. Ez, bár szükséges lépés volt, felbőszítette az anakreóni főurakat, és a Terminus elleni bosszú az elkövetkező években az anakreóni törekvések egyik sarkkövévé vált.
A.K. 80-ban, mikor ismét háború fenyegetett Anakreónnal, személyesen utazott a Birodalomtól elszakadt királyság központi bolygólyára, és ott várta ki, míg a Seldon-válság a tetőpontjára ér. Az elmúlt évtizedekben az Alapítvány, míg technológiai segítséget nyújtott a Négy Királyságnak, kiterjesztette rájuk a tudomány-vallást. A tudomány-vallás látszólag tovább erősítette a független uralkodók hatalmát azzal, hogy gyakorlatilag istenekké tette őket, valójában azonban Terminus sérthetetlenségét biztosította. A királyságok papjainak – akiken kívül senki sem férhetett hozzá a fejlett alapítványi technológiához – úgy tanították, a Terminus a Szent Bolygó, minden áldás központja, és a nép átvette a babonát. A támadó anakreóni hajóflotta legénysége így, mikor a tudomásukra jutott küldetésük célja, fellázadt és visszatért Anakreónra, Wienis kormányzó herceg pedig öngyilkos lett. Ezután Hardin ismét személyesen járta végig a királyságokat, hogy megnemtámadási szerződéseket kössön velük. Ugyanebben az évben a Döntéshozó Tanács teljes bizalmat szavazott neki, még politikai ellenfelei, a Sef Sermak vezette Akció Párt tagjai is.
Az Alapítvány egyik hőse, a későbbi korokban valóságos félistenként tekintenek rá, mivel két Seldon-válságon vezette át biztos kézzel a Terminust.